# Fritz Gygli
Fritz Gygli (novembre de 1896, Villach – abril de 1980, Zúric), fou un jugador d'escacs suís, campió del seu país el 1941.

## Resultats destacats en competició
El 1920 empatà als llocs 3r-4t al XXVè Campionat suís celebrat a Sankt Gallen (campió: Erwin Voellmy); el 1922 empatà als llocs 4t-8è al XXVIè Campionat suís celebrat a Neuchâtel (campió: E. Voellmy), el mateix any guanyà Aleksandr Alekhin en una exhibició de simultànies a Berna; el 1924 empatà als llocs 2n-4t al XXVIIIè Campionat suís celebrat a Interlaken (campió: Otto Zimmermann); el 1925 fou 2n a Zuric; el 1926 empatà als llocs 3r-4t a Ginebra; el 1927 empatà als llocs 5è-6è a Biel/Bienne; el 1928 empatà als llocs 4t-5è a Basel, i fou 3r a Schaffhausen; el 1930 fou 5è a Lausanne.
El 1932, fou 4t al quadrangular de Berna (del 25 al 27 de març), el campió fou Aleksandr Alekhin), i fou 15è a l'important torneig celebrat posteriorment a la mateixa ciutat, del 16 al 30 de juliol (el campió fou Alekhin); el 1933 empatà als llocs 3r-4t al quadrangular de Berna (campió: Oskar Naegeli); el 1934 fou 11è al gran torneig de Zuric (on hi participaven, entre d'altres, Emanuel Lasker i Max Euwe, el campió fou: Alekhin); el 1939 fou 6è al 42è Campionat suís a Montreux (campió: Henri Grob).
El 1941 va guanyar el Campionat d'escacs de Suïssa, celebrat a diverses seus.

### Competicions internacionals per equips
Gygli va representar Suïssa en dues Olimpíades d'escacs oficials, a La Haia 1928, i Varsòvia 1935, i també a la III Olimpíada d'escacs no oficial de Múnic 1936. També va participar en diversos matxs amistosos, contra França (1946), Iugoslàvia (1949), i la RFA (1952).